# Badakhshan (région historique)
Cet article concerne la région historique du Badakhshan. Pour la province d'Afghanistan et la région autonome du Tadjikistan, voir Badakhshan.

Carte du Badakhshan, situé entre le Tadjikistan au nord et l'Afghanistan au sud.

Région autonome du Haut-Badakhchan, Tadjikistan.

province du Badakhshān, Afghanistan -

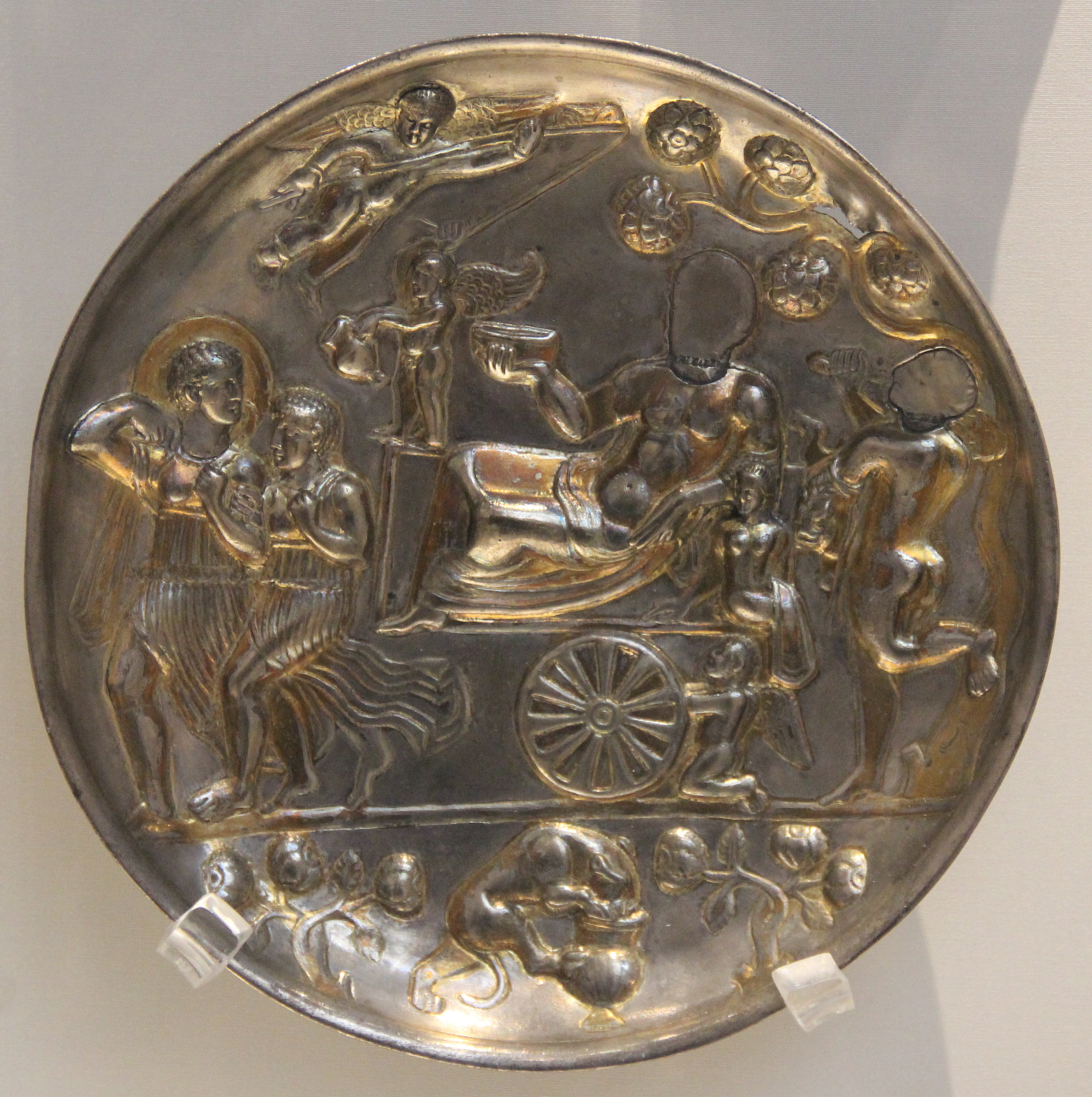
Patère du Badakhshān, représentant le Triomphe de Bacchus, I au IV, conservée au British Museum.

Le Badakhshan (en pashtoun/persan : بدخشان, chinois : 巴達克山, signifiant « monts Badakh ») est une région historique comprenant une partie du nord-est de l'Afghanistan et du sud-est du Tadjikistan actuel. Le nom a été repris par la province du Badakhchan, une province d'Afghanistan dont la capitale est Fayzabad et laquelle est situé le corridor du Wakhan. Cependant la plus grande partie du Badakhshan historique est situé dans la région autonome du Haut-Badakhchan au sud-est du Tadjikistan. La musique du Badakhshan a une place importante dans l'héritage culturel de la région.